# Oxtotitlán (Teloloapan)
Oxtotitlán es un pequeño poblado mexicano del Estado de Guerrero, perteneciente al municipio de Teloloapan.

## Características
Un poblado mexicano situado en la zona norte del estado de Guerrero.
La población cuenta con alrededor de 3200 habitantes, está situado al sur de Teloloapan y al norte de Apaxtla. Cuenta con un circuito ecoturístico que forma el triángulo natural: La cueva del diablo, el río Oxtotitlán y la iglesia del pueblo. Oxtotitlán cuenta con una iglesia que data de los años de 1770, la cual lleva el nombre de Santiago Apóstol, se dice que la construyó un escultor. En el pueblo se realizan tres ferias: La del tercer viernes de Cuaresma, 25 de julio venerando al señor Santiago Apóstol, y la más famosa la del día 26 de septiembre, fecha en que el Santo patrón hizo el milagro de la fiebre aftosa en el año 1947. Actualmente pertenece al municipio de Teloloapan. Cuenta con dos balnearios el Mirador ubicado al este del pueblo y el de Acamilpa.
Oxtotitlán "lugar de cuevas o cuevillas" según el vocablo náhuatl.
La población cuenta con alrededor 3200 personas, está situado en el municipio de Teloloapan, colinda con Apaxtla.
Cuenta con un circuito ecoturístico que forma al llamado triángulo natural: La cueva del diablo, el río Oxtotitlán y Los Jaguares.
Lugares para visitar: Además de lo señalado como triángulo natural, cuenta con 2 balnearios, en tiempo de lluvia, los ecoturistas pueden visitar la cascada "Tepozonal", la iglesia, o los mumustles, además de los ojos de agua como "el cañito y el chorrito".
Actualmente pertenece al municipio de Teloloapan, anteriormente perteneció a Apaxtla y Cuetzala.
Oxtotitlán es una comunidad que le apasiona la política y los partidos políticos, actualmente -2015/2018- sus comisarios son de diferentes partidos como Morena, Pri y Mc; La cabecera municipal de este poblado es del PRD.
Si visitas Oxtotitlán no puedes perderte el pan con nieve de vainilla!